# Adelsheim
Adelsheim település Németországban, azon belül Baden-Württembergben. Lakosainak száma 5313 fő (2023. december 31.).

## Népesség
A település népessége az elmúlt években az alábbi módon változott:
| Lakosok száma | 4843 | 5016 | 4935 | 4973 | 5141 | 5255 | 5313 |
|               | 1975 | 2015 | 2017 | 2019 | 2021 | 2022 | 2023 |

Heilbronntól mintegy 40 kilométerre északra található.

## Itt születtek
- Maria Rigel (1869–1937) politikus
- Alex Lewin (1888–1942) rabbi
- Hans Dieter Schmidt (1930–2005) író, gimnáziumi tanár